# Starby socken
Starby socken i Skåne ingick i Södra Åsbo härad och är sedan 1971 en del av Ängelholms kommun, från 2016 inom Strövelstorps distrikt.
Socknens areal är 10,96 kvadratkilometer varav 10,84 land. År 1994 fanns här 259 invånare.  Kyrkbyn Starby med sockenkyrkan Starby kyrka ligger i socknen.

## Administrativ historik
Socknen har medeltida ursprung. 
Vid kommunreformen 1862 övergick socknens ansvar för de kyrkliga frågorna till Starby församling och för de borgerliga frågorna bildades Starby landskommun. Landskommunen uppgick 1952 i Ausås landskommun som 1971 uppgick i Ängelholms kommun. Församlingen uppgick 1998 i Strövelstorps församling. 
1 januari 2016 inrättades distriktet Strövelstorp, med samma omfattning som Strövelstorps församling hade 1999/2000 och fick 1998, och vari detta sockenområde ingår.
Socknen har tillhört län, fögderier, tingslag och domsagor enligt vad som beskrivs i artikeln Södra Åsbo härad. De indelta soldaterna tillhörde Norra skånska infanteriregementet, Norra Åsbo kompani och Skånska husarregementet, Kolleberga skvadron, överstelöjtnantens kompani.

## Geografi
Starby socken ligger sydost om Ängelholm med Rönne å i öster. Socknen är en odlad slättbygd.

## Fornlämningar
Från bronsåldern finns rester av en gravhög.

## Namnet
Namnet skrevs 1404 Starby och kommer från kyrkbyn. Efterleden är by, 'gård; by'. Förleden är troligen starr..